# پاک شدن (فیلم)
پاک شدن: ساینتولوژی و زندان باورها یا روشن شدن یک فیلم مستند دربارهٔ ساینتولوژی ساخته شده سال ۲۰۱۵ است. این فیلم به کارگردانی الکس گیبنی و تهیه‌کنندگی اچ‌بی‌او بر اساس کتاب لارنس رایت به نام پاک شدن: ساینتولوژی، هالیوود و زندان باورها (۲۰۱۳) ساخته شده‌است. این فیلم برای اولین بار در جشنواره فیلم ساندنس ۲۰۱۵ در پارک سیتی، یوتا به نمایش درآمد. این فیلم تحسین گسترده منتقدان را دریافت کرد و نامزد هفت جایزه امی شد که برنده سه جایزه از جمله بهترین مستند شد. همچنین در سال ۲۰۱۵ جایزه پیبادی را دریافت کرد و جایزه بهترین فیلمنامه مستند را از انجمن نویسندگان آمریکا دریافت کرد.
این فیلم با ارائه تاریخچه ای فشرده از ساینتولوژی و بنیانگذار آن، ال. ران هابارد، بررسی نحوه تعامل افراد مشهور با کلیسا، و پررنگ کردن داستان‌های تعدادی از اعضای سابق و سوء استفاده و استثماری که آنها از دیده‌ها و تجربیاتشان توصیف کرده‌اند، ادعاهای کلیسا را واشکافی می‌کند. کلیسای ساینتولوژی به شدت به این فیلم پاسخ داد و از منتقدان فیلم در مورد نقدهایشان شکایت کرد و فیلمسازان و مصاحبه‌شوندگان آنها را محکوم کرد.
پاک شدن در ۱۳ مارس ۲۰۱۵ در تعداد محدودی سینما اکران شد و در ۲۹ مارس ۲۰۱۵ از شبکه اچ‌بی‌او پخش شد. این فیلم موفقیت بزرگی از نظر تعداد بیننده بود و تا اواسط آوریل ۲۰۱۵، ۵٫۵ میلیون بیننده را جذب کرد و به دومین مستند پربیننده اچ‌بی‌او در دهه گذشته تبدیل شد. این فیلم متعاقباً در سطح بین‌المللی منتشر شد و علیرغم مبارزه مستمر کلیسای ساینتولوژی برای جلوگیری از انتشار آن، در سینماها و تلویزیون نمایش داده شد.

## خلاصه داستان
پاک شدن تطابق زیادی با کتاب لارنس رایت دارد، و بیشتر همان زمینه را با کمک فیلم‌های آرشیوی، بازسازی‌های دراماتیک، و مصاحبه با هشت ساینتولوژیست سابق پوشش می‌دهد: پل هاگیس، کارگردان برنده اسکار، مارک راثبون، نفر دوم راهبری سابق کلیسا؛ مایک ریندر، رئیس سابق دفتر امور ویژه کلیسا؛ بازیگر جیسون بگه ; سیلویا «اسپانکی» تیلور، دستیار سابق جان تراولتا؛ و تام دی ووکت، سارا گلدبرگ، و هانا الترینگهام ویتفیلد، ساینتولوژیست‌های سابق.
فیلم به سه اکت مجزا تقسیم می‌شود. در اولی، ساینتولوژیست‌های سابق نحوه پیوستن خود به ساینتولوژی را شرح می‌دهند. اکت دوم تاریخ ساینتولوژی و بنیانگذار آن ال. ران هابارد را بازگو می‌کند. و در آخرین اکت، فیلم ادعاهایی مبنی بر سوء استفاده از اعضای کلیسا و سوء رفتار توسط رهبری آن، به ویژه دیوید میسکویج، که متهم به ارعاب، ضرب و شتم، زندانی کردن و استثمار زیردستان است، پخش می‌شود. این فیلم نقش اعضای ابرستاره کلیسا مانند تراولتا و تام کروز را از طریق کلیپ‌های ویدئویی در تضاد اظهارات آنها با تجربیات ساینتولوژیست‌های سابق به تصویر می‌کشد.
برای حمایت از نظریه خود، این فیلم از فیلم‌هایی استفاده می‌کند که در آن ساینتولوژیست‌های سابق مورد آزار و اذیت و شنود قرار گرفته‌اند (طبق گفته هابارد که منتقدان کلیسا همگی جنایتکارانی بودند که جنایاتشان باید افشا شود)، و زندانی شدن مدیران ارشد ساینتولوژی در یک مرکز شناخته شده به عنوان " حفره " را توصیف می‌کند؛ گفته می‌شود که یک ساینتولوژیست مجبور شده‌است حمامی را با زبانش تمیز کند. بر اساس این فیلم، نیکول کیدمن بازیگر در تلاش برای خاتمه دادن به ازدواج خود با تام کروز پس از اینکه کلیسا به او برچسب «منبع دردسر احتمالی» داد، هدف شنود قرار گرفت. در حالی که تراولتا از ترس افشای اسرار زندگی شخصی او مجبور شده‌است در کلیسا بماند.

## پذیرش
سایت راتن تومیتوز ۸۷ بررسی را تا ۲۴ سپتامبر ۲۰۱۵ جمع‌آوری کرد که ۹۴٪ آنها مثبت بودند. در اجماع این سایت آمده‌است: «کاملاً نگران‌کننده است، اما نادیده گرفتن آن غیرممکن است، این فیلم یک کار تحقیقاتی هولناک از یک مستندساز چیره‌دست است». متاکریتیک بر اساس ۱۱ منتقد، امتیاز ۸۰/۱۰۰ را به فیلم داد که نشان‌دهنده «بررسی‌های عموماً مطلوب» است.
اسکات فانداس، منتقد ارشد فیلم ورایتی، سطح جزئیات در پاک شدن را ستود و آن را مستندی «انفجاری» خواند که «خطرات ایمان کور» را نشان می‌دهد. لسلی فلپرین از هالیوود ریپورتر آن را به‌عنوان «فیلمی بی‌عیب و نقص مونتاژ شده و استدلال‌شده» توصیف کرد که «نماینده مداخله شجاعانه و به موقع در بحث‌های پیرامون سازمانی است که مدتی است زیر خاکستر بوده‌است». اسلیت این فیلم را «افشاگری خیره کننده ای از یک سازمان و مذهب که مدت‌ها در هاله ای از رمز و راز بوده‌است» نامید. آنتونی کافمن از اسکرین دیلی احساس می‌کرد که برخی از بازسازی‌های فیلم «بیش از حد بزرگ یا با تأکید بیش از حد بر احساسات» هستند، اما در مجموع آن را به‌عنوان «یک روایت جدی، عجیب و ناراحت‌کننده از شستشوی مغزی، طمع و سوءاستفاده‌های فاحش از قدرت» ستایش کرد.
برایان مویلان در نگارش در گاردین، پاک شدن را «دیدنی سرگرم‌کننده و ناامیدکننده» توصیف کرد که در آن «داستان ساینتولوژی، با همه بازیگران عجیبش، به‌جای ترسناک به‌عنوان کمدی ظاهر می‌شود»، اما از تکیه آن به گروه کوچکی از خارج شدگان از کلیسا و عدم دخالت کلیسا انتقاد کرد. او احساس می‌کرد که این موضوع فیلم را «کمی یک‌طرفه» می‌کند و «به راحتی می‌توان در مورد برخی از ادعاهای عجیب و غریب‌تر مطرح شده توسط اعضای سابق شک کرد». ساشا برونر از هافینگتون پست این فیلم را اثری «تکان‌دهنده و چشم‌گشا» خواند که آن‌هایی را که چیز زیادی دربارهٔ ساینتولوژی نمی‌دانستند، طلسم کرد. اوون گلیبرمن، خبرنگار بی‌بی‌سی، آن را به‌عنوان «هیجان‌انگیزترین – و ناراحت‌کننده‌ترین اثر غیرداستانی سینمایی در مدت‌زمان» تحسین کرد و به پاک شدن پنج ستاره اهدا کرد و آن را «شدت ترسناک یک تریلر» توصیف کرد.
پس از پخش اولیه پاک شدن توسط HBO، ستردی نایت لایو موزیک ویدیویی را با «کلیسای عصب‌شناسی»، نقیضه ای از موزیک ویدیوی ساینتولوژی در سال ۱۹۹۰ با عنوان «We Stand Tall» پخش کرد، که کلیپ‌هایی از آن در مستند نشان داده شد.